# Crazyhouse

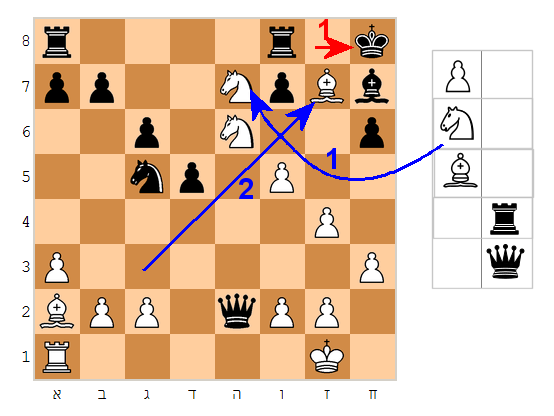

Crazyhouse (произносится крэ́йзи ха́ус) — вариант шведских шахмат для двух игроков. Схожее с англ. Bughouse = шведские шахматы.
Играют два игрока, на обычной шахматной доске, обычными фигурами, ходящими по стандартным правилам классических шахмат. Фигуры, взятые игроком, не снимаются с доски навсегда, а меняют цвет и попадают в резерв взявшего их игрока (как в сёги). Игрок вправе вместо любого своего хода выставить на любое свободное поле доски любую фигуру из резерва. Пешка из резерва не может ставиться на первую и последнюю горизонталь. Пешка, превращённая в фигуру, переходит к взявшему её игроку как пешка, а не как фигура. Побеждает игрок, поставивший мат королю противника.
Из-за исключения факторов, связанных с наличием второй пары игроков, игра существенно ближе к классическим шахматам или сёги, чем шведские шахматы. Она гораздо более строга к ошибкам игроков, чем обычные шахматы, поскольку безответное взятие или неравноценный размен дают фактически двойной эффект. Оборона и недостаток развития "переживается" намного сложнее чем в шахматах - намного больше комбинационных возможностей. Преимущество белых больше, чем в обычных шахматах из-за добавления фигуры в резерв - становится возможным промежуточные ходы. Игры также обычно короче. Конь, особенно централизованный, сильней слона из-за невозможности перекрыть его нападение фигурой из резерва и меньшего значения открытых линий, которые также могут быть перекрыты. Мало того, жертвы, характерные для классических шахмат, не всегда оправданы. В таких дебютах, как Ферзевый гамбит черным легче удержать гамбитную пешку. Например, после 1. d4 d5 2. c4 dc 3. e3?, чёрные ставят на b5 пешку из резерва 3...@b5, при этом пешка b7 находится на месте. Известная «мнимая жертва» в Венской Партии становится ошибочной. Ведь после 1. e4 e5 2. Cc4 Kf6 3. Kc3 K:e4? на 4. K:e4 d5 5. C:d5 Ф:d5, белые играют 6. Kf6+! с выигрышем ферзя.Русская партия также  проигрывает 1.e4 e5 2. Kf3 Kf6?? 3.Kxe5 d6 4. Kxf7!! с выигрывающей атакой.
Играть в Crazyhouse обычным комплектом шахматных фигур неудобно, поскольку фигуры не могут непосредственно менять цвет. Более удобна игра на компьютере, где с этим нет никаких проблем. Возможно также использование специальных комплектов фигур — плоских, с обозначениями на сторонах, имеющих разный цвет. Тогда фигуру можно просто перевернуть, чтобы получить ту же фигуру другого цвета. При отсутствии специальных фигур может помочь наличие двух комплектов обычных шахмат: при взятии фигуры она отправляется в запасной комплект, а из запасного комплекта извлекается такая же фигура своего цвета.
Первые чемпионаты по Crazyhouse состоялись в России после 2005 г.

## Нотация
Используется алгебраическая нотация с добавлянием знака "@", обозначающего сброс фигуры (например, @Na5 означает добавление из резерва коня на a5).